# Legend Online

## Legend Online
Legend Online, também conhecido como Legend Online II, é um jogo no estilo MMORPG  desenvolvido pela 7road e publicado pela Oasis Games na data de 7 de Agosto de 2012. É um jogo free-to-play de browser cuja forma de receita são micro transações. As suas plataformas são o site oficial da  Oasis Games e Facebook.
 Em Legend Online II, que está no momento na versão 7.5 o jogador controla um personagem, que pode ser de três classes especificas, Guerreiros, Arqueiros e Magos, e que podem ser tanto do gênero masculino quanto feminino. O personagem também controla uma cidade, o que mistura ideias de estratégia e MMORPG em um jogo só, que possuí diferentes construções nas quais é possível do jogador abrir novas opções dentro do jogo e também aumentar o seu poder pessoal. No “Reino do Céu”, jogadores podem em conjunto com outros jogadores jogar campanhas multiplayer e também arenas PVP.
Legend Online II está no momento presente em mais de 20 países e traduzido em mais de oito idiomas, entre eles Alemão, Português, Espanhol, Russo, Polonês, Turco, etc. Na Turquia o jogo já ocupa a segunda posição em número de jogadores e recebeu diversos prêmios como, “O melhor jogo de 2013” e “Jogo mais popular da Turquia de 2013”. Ao redor do globo o jogo recebeu os prêmios de “TOP 20 Facebook jogos mais populares de 2012” e “Melhores jogos Free2Play 2013”. Legend Online possuí no momento mais de 10 milhões de usuários globais.
Diferentes empresas também publicaram Legend Online em outros idiomas. A versão em inglês, Wartune, foi publicada por r2games. Wartune carregou diversas polêmicas em seu passado devido ao teor não ortodoxo e sexista de suas campanhas promocionais.
Atualmente o jogo está online, mas não está mais disponível no "FACEBOOK".
Somente em Adobe Flash .

## Características

### Gameplay
Em Legend Online, o jogador controla o personagem através de um mapa 3D repleto de monstros. As batalhas acontecem em turnos e os jogadores durante o modo single player possuem tropas especificas que podem ser adquiridas no Quartel. Em mapas Multiplayer o jogador pode formar grupos com até 4 jogadores, mas os desafios são muito maiores. Após o termino do mapa o jogador receberá recompensas aleatórias, conhecidas como Drop. O jogador também receberá experiência, ouro e Cristais de Alma ao termino de cada campanha.

### Cidade
O jogador possuí uma Cidade fortificada com diversas construções. Cada construção possuí funções diferentes que poderão ser utilizadas para aumentar o poder pessoal do jogador, e abrir outras opções.

#### Prefeitura
A prefeitura é a construção mais importante da cidade, o seu nível é o limite de nível das outras construções. A prefeitura é uma fonte inacabável de ouro, mas seu grau de coleta depende de seu nível, quanto maior, maior a coleta do castelo. Ouro poderá ser utilizado para diversas funções no jogo como por exemplo: Aumentar nível das construções, treinar tropas, etc.

#### Quartel
O quartel é responsável pelas tropas. Quanto maior o nível do Quartel, maior o nível que suas tropas poderão chegar. Diferentes tipos de tropa são liberados em diferentes níveis. As tropas poderão ser recrutadas no Quartel e seu nível poderá ser elevado utilizando-se Espíritos.

#### Armazém
No armazém define-se a quantidade de ouro máximo que o usuário poderá guardar, quanto maior o nível da construção, maior será a quantidade de ouro.

#### Residência
A residência existe para aumentar o número de tropas máximo que sua cidade pode possuir.

#### Yggdrasil
Sua fazenda no jogo, lá poderão ser plantadas colheitas de diferentes recursos. O jogador começa com pouco espaço para colheita, mas, com o passar do tempo e possuindo maior nível, mais espaços se abrem.

#### Seminário
No seminário o jogador poderá desenvolver e evoluir tecnologias que irão contribuir para o aumento de seu poder.

#### Refinaria
Como a prefeitura, a refinaria é outra fonte infinita de ouro, cuja quantidade extraída depende do nível da mesma.

#### Labirinto
Todos os dias os jogadores poderão uma vez ao dia desafiar o labirinto. O mesmo possuí 100 níveis, com graus de dificuldade variados. No labirinto os jogadores poderão receber ouro e outros prêmios.

### Reino do Céu
Outra localização do jogo, o Reino do Céu possui diversas opções multiplayer e é lá que o jogo ganha seu critério social.

#### Missão de Ciclo
Local aonde o jogador poderá aceitar missões que se completadas entregarão prêmios.

#### Recompensa
Mural de recompensas, o jogador poderá realizar missões (limitadas) para receber XP e outras recompensas.

#### Portal dos Heróis
O portal dos heróis é o ponto de entrada para batalhas inter guilda e inter servidor.

#### Arena
Arena é o local aonde o jogador poderá enfrentar outros jogadores, estando eles online ou offline.

#### Mercado
Utilizando diamantes, o jogador poderá participar de leilões e comprar itens.

#### Arena Einherjar
Local para desafios entre Einherjars de diferentes jogadores.

#### Troca de Einherjar
Loja contendo itens exclusivos para Einherjar.

#### Mina de Ametista
Local para troca e coleta de Ametista.

#### Mapa do Tesouro
O jogador poderá comprar mapas do tesouro, os mesmos possuirão um prêmio determinado em cada mapa e um monstro deverá ser enfrentado antes que seja possível receber o prêmio.

#### Caminho do Céu
Desafio multiplayer aonde os jogadores deverão enfrentar chefes de nível crescente.

#### Eclesiásticos
Local aonde jogadores poderão se casar dentro do jogo.

#### Julgamento TM
Modo de jogo aonde jogador controla um tanque em busca de prêmios.
Neste desafio o jogador entra em uma das duas equipes para buscar o melhor prêmio que é concedido ao que fizer melhor pontuação.

#### Mensageiro de Tiamat
Nova missão Multiplayer, enfrentar o dragão Tiamat.

Azuty